# Cosmin Pascari
Cosmin Pascari (Gura Humorului, 12 de mayo de 1998) es un deportista rumano que compite en remo.
Participó en los Juegos Olímpicos de Tokio 2020, obteniendo una medalla de plata en la prueba de cuatro sin timonel.
Ganó una medalla de plata en el Campeonato Mundial de Remo de 2019 y dos medallas en el Campeonato Europeo de Remo, en los años 2018 y 2021.

## Palmarés internacional
| Juegos Olímpicos   | Juegos Olímpicos      | Juegos Olímpicos | Juegos Olímpicos   |
| Año                | Lugar                 | Medalla          | Prueba             |
| ------------------ | --------------------- | ---------------- | ------------------ |
| 2020               | Tokio (Japón)         | Medalla de plata | Cuatro sin timonel |
| Campeonato Mundial |                       |                  |                    |
| Año                | Lugar                 | Medalla          | Prueba             |
| 2019               | Ottensheim (Austria)  | Medalla de plata | Cuatro sin timonel |
| Campeonato Europeo |                       |                  |                    |
| Año                | Lugar                 | Medalla          | Prueba             |
| 2018               | Glasgow (Reino Unido) | Medalla de oro   | Cuatro sin timonel |
| 2021               | Varese (Italia)       | Medalla de plata | Cuatro sin timonel |